# Lepisosteus platyrhincus
Lepisosteus platyrhincus là tên của một loài cá nhái sống ở lưu vực sông Savannah và sông Ochlockonee ở Georgia và khắp bán đảo Florida. Mỗi cá thể của loài này khi trưởng thành, có thể có chiều dài lên đến hơn 91 cm (3 ft). Những cá thể chưa trưởng thành thì thức ăn của chúng là động vật phù du và ấu trùng côn trùng. Còn con trưởng thành ăn cá, tôm và tôm càng. Chúng có thể dùng làm thực phẩm nhưng nó không phổ biến. Trứng của chúng thì độc đối với nhiều loài, bao gồm cả con người và chim.
Đây là một loài cá nhái có kích cỡ trung bình, chiều dài từ 51,7 đến 132,2 cm (20,4 đến 52,0 in) và trọng lượng từ 1,36 đến 4,36 kg (3,0 đến 9,6 lb). Theo IGFA, trọng lượng lớn nhất tính đến hiện tại của loài này là 10 kg (22 lb). Chúng có các đốm đen, tròn không ổn định trên đỉnh đầu, và toàn bộ cơ thể, bao gồm và vây hậu môn. Khoảng cách của hai mắt chưa bằng hai phần ba chiều dài của miệng. Bên cạnh đó, miệng của chúng ngắn, rộng và có một hàng răng sắc nhọn ở hàm trên và cả hàm dưới. Lưng chúng có màu nâu oliu, còn bên dưới phần bụng của nó thì có màu trắng hoặc vàng. Con chưa trưởng thành có thể có sọc màu đen ở lưng và hai bên thân.
Chúng có thể được tìm thấy ở sông Ochlockonee, vùng nước phía đông và ở bán đảo Florida trong các dòng suối, kênh rạch và hồ có kích thước từ trung bình đến lớn vá chất nền ở đáy phải là bùn hoặc cát gần thảm thực vật dưới nước. Chúng thường được tìm thấy ở các có mực nước trung bình đến cạn.
Điều này xảy ra vào cuối mùa đông và đầu mùa xuân. Các nhóm của cả hai giới tính đực, cái cùng nhau bơi đến vùng nước nông, có cỏ dại để con cái đẻ trứng dính vào các loài thực vật thủy sinh.